# Греція в Першій світовій війні
Греція вступила у Першу світову війну 2 липня 1917 року. Попередньо зберігала нейтралітет, проте після зречення пронімецько настроєного короля Костянтина І, Королівство Греція оголосило війну Центральним державам і виступила на стороні Антанти.

## Перші роки війни
З початком Першої світової війни Грецьке королівство проголосило нейтралітет. Попри це, у жовтні 1914 року грецька армія вторглася в Князівство Албанія і окупувала Північний Епір. Проте 1915 року в Князівстві Албанія висадилися італійські війська. Незабаром збройні сили Греції були змушені покинути раніше зайняті території, через можливі конфліктів з італійцями.

### Національний розкол
Участь у війні на боці Центральних держав не могла розглядатись, насамперед тому, що в союзі брала участь Османська імперія, давній ворог Греції. Таким чином, нейтралітет розглядався як найбільш бажана та зручна позиція більшістю про-німецько настроєних греків, у тому числі старшим керівництвом Генерального штабу, яке здебільшого здобуло освіту в Німецькій імперії і мало значний вплив на короля Костянтина І.

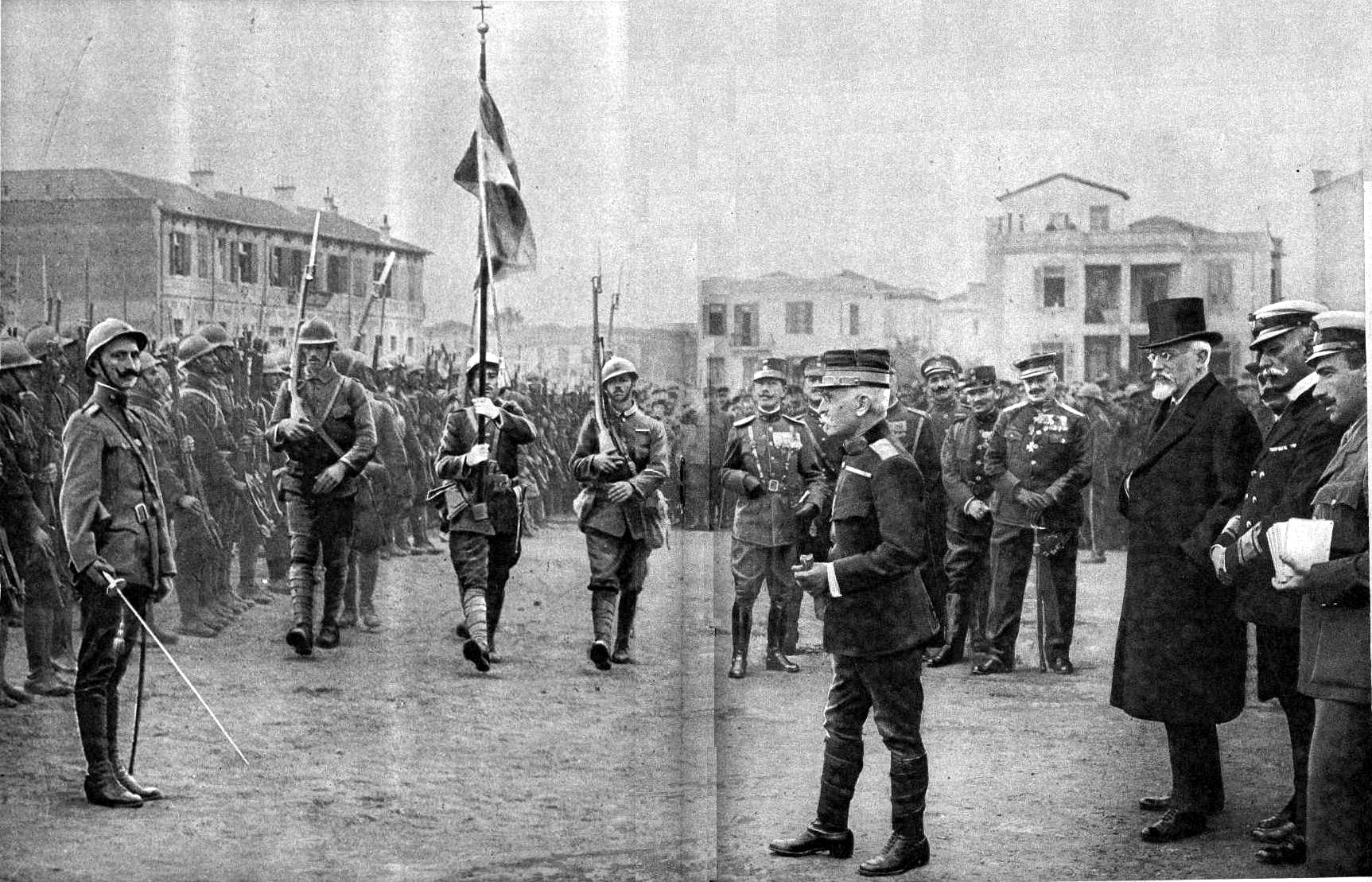
Тріумвірат уряду національної оборони Венізелоса, генерала Панайотіса Дангліса і адмірала Павлоса Кунтуріотіса: перші підрозділи, підняті революційним режимом для боротьби на Салонікському фронті, грудень 1916 року

Ситуація ускладнювалася рядом інших факторів. Зокрема королева Софія була рідною сестрою німецького кайзера Вільгельма II, а сам Костянтин здобув освіту в Німецькій імперії і захоплювався німецькою культурою. Водночас Королівство Греція пов'язував пакт про взаємну оборону із Королівством Сербія, членом Антанти, яка попросила надати підтримку, після того як була захоплена Австро-Угорською імперією (див. Сербська кампанія).
З іншого боку, прем'єр-міністр Елефтеріос Венізелос виступав на користь приєднання до Антанти. У січні 1915 року в спробі привернути греків на свій бік, Велика Британія запропонувала Греції післявоєнні поступки в Малій Азії (нині частина Туреччини). Венізелос, основний ідеолог Великої ідеї возз'єднання історично грецьких земель, вважав це важливим кроком і спробував провести законопроєкт через Грецький парламент про приєднатися до союзників. Вірна королю опозиція, генерали армії і їхні прихильники змусили Венізелоса піти у відставку незабаром після цього.
Розбіжність у поглядах і звільнення Венізелоса як привід призвели до глибокого розколу в особистих відносинах між двома політиками, який переріс у Національний розкол грецького суспільства в цілому.

### Напередодні війни
Між тим Антанта робила все, щоб втягнути Королівство Греція у війну на своїй стороні. У жовтні 1915 року в  Салоніках висадилися 150 000 англо-французьких солдатів. Потім 6 липня 1916 року Антанта оголосила  блокаду Греції і зажадала остаточної демобілізації грецької армії, в якій мали великий вплив пронімецькі настрої. У листопаді 1916 року розгорнулось збройне протистояння загонів грецькими резервістами Руху народної оборони і французькою морською піхотою, відоме у новогрецькій історіографії як Ноемвріана. Крім того держави Антанти зажадали здачі грецького флоту, підпорядкування контролю Антанти найважливіших державних установ. Ці вимоги були прийняті. Антанта стала фактичним господарем становища в Королівстві Греція.

## Участь у війні

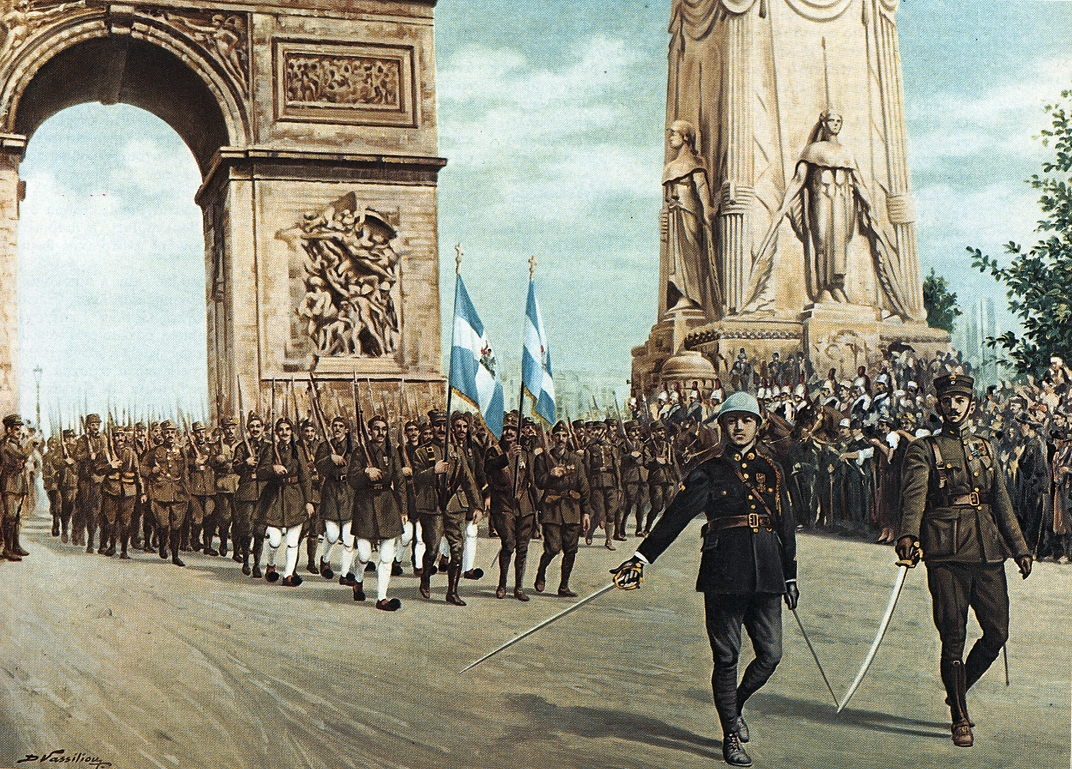
Загін грецької армії під час Параду перемоги, Паризька тріумфальна арка

Під тиском Антанти в жовтні 1916 року Елефтеріос Венізелос знову став прем'єр-міністром. У червні 1917 року після погроз почати бомбардування Афін в разі, якщо король не зречеться престолу, Костянтин І покинув Королівство Греція, а корону успадкував його другий син Александр. 29 червня Грецьке королівство офіційно оголосило війну Центральним державам. Тим самим сили Антанти на Салонікському фронті були збільшені, а також забезпечений тил союзних військ.
Впродовж 18 місяців війни 10 дивізій грецької армії під командуванням генерала  Панайотіса Дангліса воювали на боці союзних військ проти болгарських і німецьких військ в Македонії і Болгарському царстві. Грецькі дивізії приєдналися до союзницьких військ на Салонікському фронті, очолюваних французьким генералом Адольфом Гійомом. Грецькі війська успішно провели битву при Скра-ді-Леген проти болгарських військ у травні 1918 року.
Також у вересні 1918 року грецькі війська брали активну участь в успішному наступі Антанти. Грецькі дивізії брали участь в  битві при Дойрані, звільненні Королівства Сербія і низці інших операцій наприкінці 1918 року. Після успішного наступу союзних військ, Болгарське царство капітулювала, завершилася Перша світова війна.

## Підсумки війни
Оскільки Королівство Греція брало участь у війні в таборі переможців, воно здобуло територіальні придбання. За Нейїський мирним договором Королівство Греція отримало значну частину Фракії (Східну Фракію, а потім і Західну Фракію) на узбережжі Егейського моря і район Ізміра за Севрським мирним договором.
Під час конфлікту грецькі війська втратили близько 5000 військовослужбовців.